# شوزم جبلي
شوزم جبلي (الاسم العلمي:Psiadia montana) هو نوع من النباتات يتبع جنس الشوزم من الفصيلة النجمية.